# Steve Blank

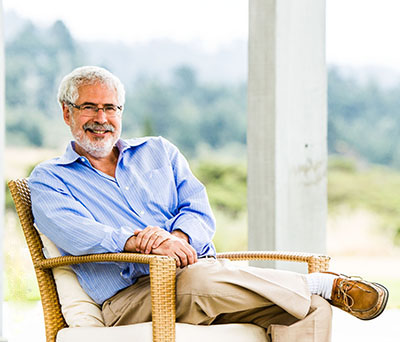
Steve Blank

Steven Gary Blank (* 1953 in New York City) ist ein US-amerikanischer Unternehmer, Dozent und Autor.

## Leben
Blank wurde als Sohn von Immigranten geboren, die einen Lebensmittelladen in der Lower East Side von New York City betrieben. Er wuchs zusammen mit seiner 12 Jahre älteren Schwester auf und wurde ab seinem sechsten Lebensjahr von seiner Mutter alleine erzogen, nachdem sein Vater die Familie verlassen hatte. Blank studierte mit einem Stipendium kurz an der University of Michigan, die er bereits nach einem Semester wieder verließ.
Er trampte nach Miami und fand dort Arbeit auf dem Flughafen. Seine Aufgabe dort war es, Rennpferde in Flugzeuge zu verladen. Während seiner Tätigkeit auf dem Flughafen entwickelte er Interesse an der Flugelektronik, das er bis in die Anfänge der 1970er Jahre pflegte, als er in die Air Force eintrat.
Sein Militärdienst führte ihn während des Vietnamkrieges nach Thailand, wo er nach eineinhalb Jahren im Alter von 20 Jahren ein Team aus 15 Elektronikern leitete.
Nachdem Blank 1976 den Militärdienst beendet hatte, kam er 1976 ins Silicon Valley. Seinen ersten Job dort fand er bei ESL, einem Startup, das mit amerikanischen Nachrichtendiensten verbunden war und sich mit der technischen Überwachung der Einhaltung von internationalen Verträgen befasste. Das Unternehmen unterstützte die Regierung in der Gewinnung von Erkenntnissen über sowjetische Technologie- und Waffenentwicklungen während des Kalten Krieges.
Blank ist Mitgründer von 8 Firmen, darunter die Firma E.Piphany. Er arbeitete bei Zilog und MIPS Computers, Convergent Technologies, Ardent Computer, Pixar, SuperMac Technologies, ESL und Rocket Science Games.
Er lehrte in Stanford, an der Haas School of Business der University of California, Berkeley, am California Institute of Technology sowie an der Columbia-Universität. Blank gilt als Erfinder der Lean-Startup-Methode.

## Schriften
- The Four Steps to the Epiphany. Cafepress.com, Foster City 2006, ISBN 0-9764707-0-5.
- Not All Who Wander Are Lost. Cafepress Com, 2010, ISBN 978-0-9764707-4-8.
- mit Bob Dorf: The Startup Owner’s Manual. K&S Ranch, Pescadero 2012, ISBN 978-0-9849993-0-9.
- mit Bob Dorf, Nils Högsdal und Daniel Bartel: Das Handbuch für Startups. O’Reilly, 2014, ISBN 978-3-95561-812-4.